# Форт-Уэйн Кометс
«Форт-Уэйн Кометс» (англ. Fort Wayne Komets) — профессиональная хоккейная команда, выступающая в Центральном дивизионе Западной конференции ECHL. Базируется в городе Форт-Уэйн, штат Индиана, США. Свои домашние матчи проводят на арене «Аллен Каунти Уор Мемориал Колизеум». 
Ранее эта команда была членом Центральной хоккейной лиги (CHL), оригинальной Международной хоккейной лиги (IHL) и второй Международной хоккейной лиги (UHL/IHL). Во всём североамериканском профессиональном хоккее только команды «Оригинальной шестёрки» НХЛ и «Херши Бэрс» из АХЛ непрерывно играли в одном городе с одним и тем же названием дольше, чем «Кометс».

## Достижения
С момента основания хоккейного клуба «Кометс» в Форт-Уэйне было выиграно 12 регулярных чемпионатов (9 в IHL, 3 в UHL), 12 титулов в дивизионах (8 в IHL и 4 в UHL) и 10 чемпионских титулов (7 Кубков Тёрнера IHL, 1 Колониальный кубок UHL, 1 Президентский кубок Рэя Мирона CHL, 1 Кубок Келли ECHL).

## Рекорды команды
- 28 марта 2008 года «Кометс» установили новый профессиональный хоккейный рекорд — 23 победы подряд в домашних матчах. Они победили «Каламазу Уингз» со счетом 4:3.[1] Рекорд закончился на отметке 25.
- 12 апреля 2008 года «Кометс» установили новый хоккейный рекорд Форт-Уэйна — 56 побед за сезон. Предыдущий рекорд (53) был установлен в 2003-04 годах.[2]
- 15 мая 2010 года «Кометс» победили «Флинт Дженералс» в пятой игре финала Кубка Тёрнера IHL и выиграли серию со счётом 4-1, что принесло команде третью подряд победу в Кубке Тёрнера.